# GUARDIAN ANGEL (PERSONZのアルバム)
『GUARDIAN ANGEL』（ガーディアン・エンジエル）は、日本のロックバンド、PERSONZの10枚目のオリジナルアルバムである。本作よりギタリスト田中詠司が正式加入となる。

## 収録曲
1. Deliver Love
（作詞：JILL / 作曲：田中詠司）
2. Beauty Is...
（作詞：JILL / 作曲：藤田勉）
3. Open Sesame!
（作詞：JILL / 作曲：渡邉貢）
4. Dream Of Life
（作詞：JILL / 作曲：渡邉貢）
5. Whisper
（作詞：JILL / 作曲：JILL）
6. Love Myself
（作詞：JILL / 作曲：藤田勉）
7. Rock With Me
（作詞：JILL / 作曲：田中詠司）
8. blue heaven
（作詞：JILL / 作曲：渡邉貢）
9. Happy Fate
（作詞：JILL / 作曲：渡邉貢）
10. 夢の涯てまでも
（作詞：JILL / 作曲：渡邉貢）
11. Guardian Angel
（作詞：JILL / 作曲：JILL）

## 品番
CD: TOCT-9627